# Song of Norway
Song of Norway är en operett skriven 1944 av Robert Wright och George Forrest, anpassad till  musik av Edvard Grieg med text av Milton Lazarus och Homer Curran. Den utgår från en biografi över kompositören Rikard Nordraak. En filmatisering med stora förändringar av såväl text som musik hade premiär 1970. 
Ett kryssningsfartyg, som levererades 1970 från Wärtsilä, Helsingforsvarvet till Royal Caribbean Cruise Line, bär också detta namn.